# دوشکووتسی
دوشکووتسی (به صربی: Duškovci) یک منطقهٔ مسکونی در صربستان است که در Požega واقع شده‌است. دوشکووتسی ۳۶۹ نفر جمعیت دارد.